# Achaemenes macabeanus
Achaemenes macabeanus är en insektsart som beskrevs av Synave 1965. Achaemenes macabeanus ingår i släktet Achaemenes och familjen kilstritar. Inga underarter finns listade i Catalogue of Life.